# 11530 д'Інді
11530 д'Інді (11530 d'Indy) — астероїд головного поясу, відкритий 2 лютого 1992 року.
Тіссеранів параметр щодо Юпітера — 3,323.